# Blewettův průsmyk

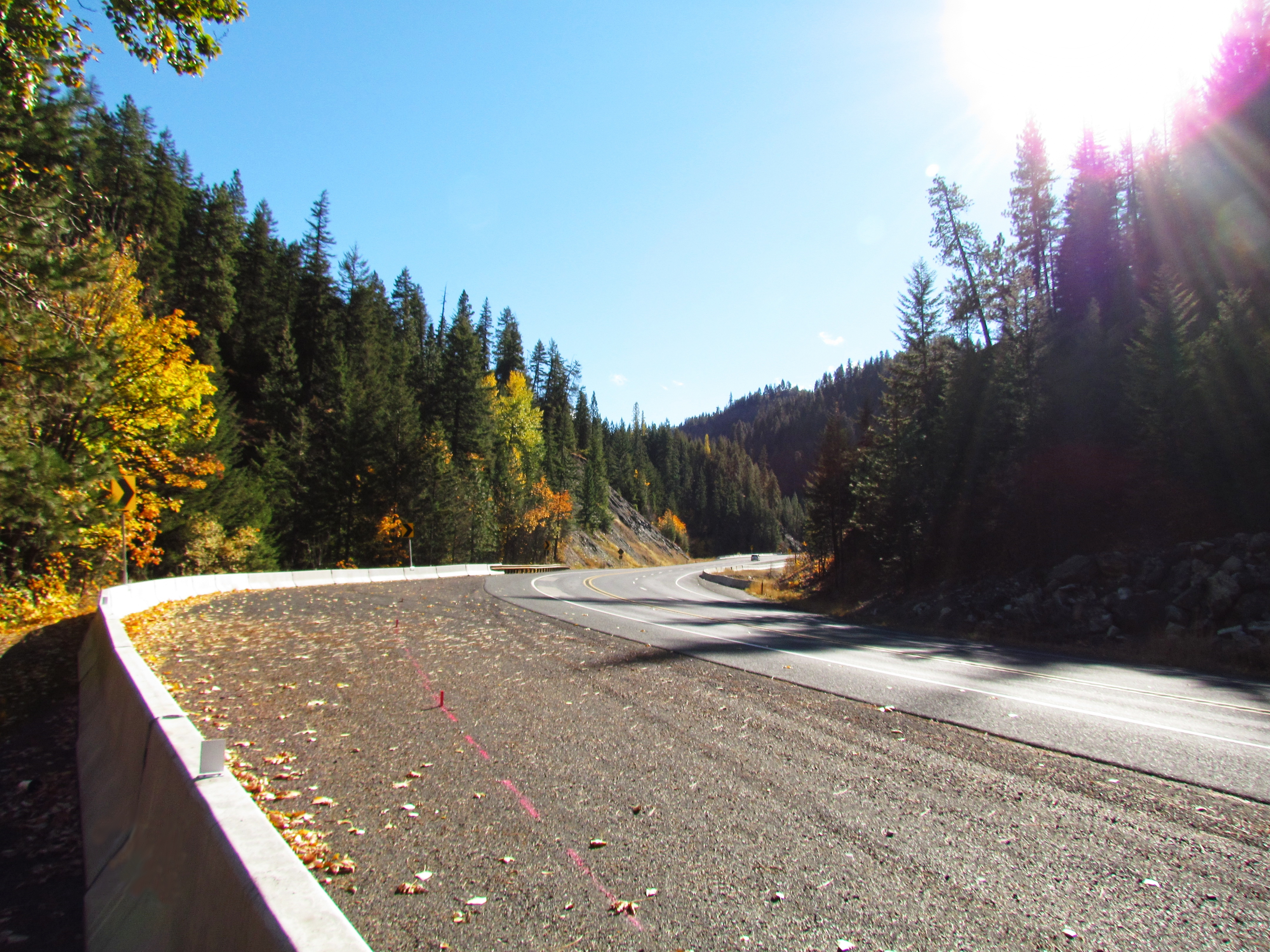
Pohled na Blewettův průsmyk

Blewettův průsmyk se nachází v nadmořské výšce 1 250 metrů v Kaskádovém pohoří, v americkém státě Washington. Prochází jím silnice U.S. Route 97, v těchto místech spojující U.S. Route 2 s Interstate 90, a historická Yellowstoneská stezka. Své jméno nese po seattleském důlním podnikateli z osmdesátých let 19. století, Edwardu Blewettovi. Původním jménem průsmyku je ale Swaucký průsmyk, původní Blewettův průsmyk se nachází přibližně osm kilometrů od nynějšího.